# 한국현
한국현(韓國鉉)은 대한민국 KBS울산방송국의 아나운서이다.

## 경력
- 1987년 ~ : KBS울산방송국 14기 공채 아나운서

## 과거 진행 프로그램
- KBS 뉴스 9 울산
- 줌인 울산 속으로
- KBS 울산 제1라디오 라디오 동서남북
- KBS 울산FM 아침의 음악실